# Хипарионова фауна
Хипарионова фауна или хипарионов фаунистичен комплекс се нарича фаунистичен комплекс от измрели изкопаеми бозайници от късен миоцен и плиоцен. Това е периода от преди 12 — 2 милиона години, в който бозайниците са били широко разпространени в земите на съвремените южни и умерени (на север до 50° с. ш.) ширини на Евразия и Северна Африка. Възникването на тази фауна е в тясна връзка с развитието на бозайниците в ранен неоген на териториията на Евразия в тревисти, лесостепни и степни условия на живот. Преобладаващата растителност и условия наподобявали на днешната африканска савана с гористи участъци, отделени от речни долини и степи. Този мозаечен ландшафт предоставял голямо разнообразие ат местообитания за растителноядните бозайници, а също така и за появата на разнообразни хищници. Болшинството от представителите на хипарионовата фауна в измрели в края на неоген, вероятно в резултат ва захлаждане на климата.
През миоцен възниква пряк транссредиземноморски контакт между Европа и Африка. Това облекчава миграцията на едрите бозайници между двата континента. В същото време изчезва Тургайско море, което е заемало територията на съвременната Западносибирска низина, а горите на Берингия отстъпват място на степната растителност от Азия и Северна Америка. Така през този период тревистия биом се превръща в практически единен в цяла Арктогея. Всяка от съседните континентални територии става донор на фауна към новите открити площи и така бозайниковата фауна придобива много съвременни черти. От Америка настъпват конете, котките (през миоцен възникват котките от съвременен тип) и кучетата. От Азия мигрират кухорогите (говеда и антилопи), а от Африка — хоботни (слонове и мастодонти), жирафи, хипопотамови, хиенови. Всички тези животни заедно с местните видове формират хипарионовата фауна.
Хипарионовата фауна е представена от различни видове трипръсти коне (хипариони), носорози, мастодонти, слонови, жирафови, говеда, антилопи, хипопотамови, еленови, свини и други копитни; различни хищни видове — виверови, хиенови, кучеподобни, саблезъби котки; примати, гризачи. Освен тях влизат щраусови и други птици, костенурки, гущери, земноводни. В различните геологични епохи в отделните райони се е променял видовия състав на хипарионовата фауна. Предполага се, че в зоната на умерен климат, където са ярко отчетливи промените на климата през отделните сезони са възниквали и крупни сезонни миграции подобни на тези днес в Серенгети, но в по-голя мащаб. Заедно с тревопасните вероятно са мигрирали и хищните видове.
Освен всичките видове животни в състава на хипарионовата фауна влизат също и предците на човека. Първите хоминиди — австралопитек се появяват в края на миоцен (преди 5—6 млн. години) в Източна Африка. Преди около 2,5 — 3 млн. години сред австралопитеците се обособяват две линии. Първата е с масивен скелет, едри зъби и силно изразена челюст. Втората група е с леко телосложение и относително голям обем на черепната кутия. Първите видове като Australopithecus robustus, A. boisei, A. crassidens били почти изцяло растителноядни, докато тези от втората като A. afarensis, A. africanus се приспособили към консумация на животинска храна.
Големи местонахождения на вкаменелости от хипарионовата фауна са известни в Индия, Китай, Монголия, Южна Европа, Украйна, Молдова, Кавказ), Средна Азия, Казакстан и на южен Сибир. Първото крупно находище е открито в района на гръцкото село Пикерми (Pikérmi) в близост до Атина (от тук идва и още едно название — пикермийска фауна). В България фосили от хипарионова фауна се откриват в долините на реките Места и Струма и северното Черноморие. Хипарионовата фауна в общи линии е представена от предците на съвременните бозайници от земите на Африка и Южна Азия.